# 革命共产党 (印度)
革命共产党（英語：Revolutionary Communist Party）是一个已不存在的纳萨尔派小分支。总部设在旁遮普省。该党由Takra领导。1988年，它与其他四个团体合并为印度共产主义革命者中心，后者于1994年8月与其他三个团体合并为印度共产党重组中心（马列）。